# سفارة قرغيزستان لدى السعودية
سفارة قيرغيزستان لدى السعودية هي الممثلية الدبلوماسية العليا لدولة قرغيزستان لدى المملكة العربية السعودية. تقع السفارة في حي الملك فهد في الرياض.